# Emissionskataster
Ein Emissionskataster ist ein räumlich untergliedertes Verzeichnis von Emissionen, die in einem definierten regionalen Gebiet über einen festgelegten Zeitraum abgegeben werden.

## Bedeutung
Emissionskataster umfassen die wichtigsten freigesetzten Luftschadstoffe aus anthropogenen Quellen, können je nach Umfang aber auch Emissionen aus biogenen und geogenen Quellen enthalten. Sie werden meist auf eine quadratische Fläche von der Größe 1 km2 und auf einen Zeitraum von einem Jahr bezogen und werden üblicherweise nach Emittentengruppen aufgeschlüsselt. Emissionskataster spiegeln jene Vorgänge wider, die, bezogen auf den Ort des Geschehens, zu einer atmosphärischen Belastung führen.
Emissionskataster sind Teil des strategischen Instruments zur Luftreinhaltung. Sie bilden einen wesentlichen Bestandteil eines umfassenden raumbezogenen Informationssystems. Sie dienen als Werkzeug für die Verwaltung und Dokumentation von emissionsrelevanten Daten und beinhalten Informationen über einzelne Emittenten. Emissionskataster tragen somit wesentlich zu einem besseren Verständnis von Ursache, Quelle, Ausmaß und Wirkung von Emissionen bei und ermöglichen die Umsetzung gezielter Maßnahmen zur Reduktion von luftverunreinigenden Substanzen und von Treibhausgasen. Damit tragen sie zur Luftreinhaltung und zur Verringerung des globalen Treibhauseffekts bei.
Emissionskataster bieten eine wichtige Entscheidungshilfe bei Regional- und Umweltplanungen.  Bei gegebener Immissionskonzentration ermöglichen Emissionskataster mit hinreichendem Detaillierungsgrad die Identifikation der Anteile verschiedener Verursachersektoren. Sie eignen sich als grundlegende Quelle für weiterführende Berechnungen wie z. B. Ausbreitungsrechnungen, atmosphärische Transportmodelle oder Luftqualitätsmodelle.  Emissionskataster können als Information für die Bevölkerung und zur Unterstützung der öffentlichen Meinungsbildung verwendet werden.
Zur Datenerhebung werden unter anderem Emissionserklärungen und Emissionsfaktoren, aber auch Einwohnerzahlen herangezogen. Betrachtet werden in der Regel die Emittentengruppen Industrie, Kleingewerbe, Hausbrand, Verkehr, biogene Quellen und häuslicher Verbrauch.
Rechtsgrundlage für die Erstellung eines Emissionskatasters ist in Deutschland § 46 des Bundes-Immissionsschutzgesetzes. Verantwortlich für die Datenerhebung sind die Bundesländer.
In Österreich ist eine Ministerverordnung aus dem Jahr 2002 Rechtsgrundlage. Zur Sicherstellung der Vergleichbarkeit von Emissionskatastern wird deren Erstellung in der OENORM M 9470 standardisiert.